# Girls (musikgrupp)
Girls var en amerikansk musikgrupp från San Francisco. Gruppen släppte två studioalbum och en EP-skiva innan upplösningen 2012. Pitchfork placerade debutalbumet på plats 10 över de bästa albumen 2009.

## Historia

### Bakgrund
Frontmannen Christopher Owens var under sin barndom en del av sekten Familjen, som han lämnade när han var 16. Därefter flyttade han till Amarillo i Texas. Efter att han lämnat sekten började han ta droger "för att ta itu med sin barndom". Han flyttade därefter tillbaka till Kalifornien där han träffade Chet "JR" White, som han sedan bildade Girls med. Under en tid var Christopher Owens medlem i gruppen Holy Shit med Ariel Pink och Matt Fishbeck.

### AlbumochBroken Dreams Club
I San Francisco spelades debutalbumet Album in och släpptes september 2009. Albumet innehåller en rad olika musikaliska stilar, vilket Owens förklarar med att de "tillät albumet att vara väldigt osammanhängande". Musikkritiker gav albumet mycket goda recensioner och det har 80 poäng av 100 på Metacritic.
Under 2010 utförde bandet en omfattande turné. Samma år spelades EP-skivan Broken Dreams Club in.

### Father, Son, Holy Ghostoch upplösningen av bandet
Gruppen släppte sitt andra studioalbum i september 2011, Father, Son, Holy Ghost. 2 juli 2012 meddelade Christopher Owens att han lämnade Girls, vilket de facto upplöste gruppen.
2020 dog Chet "JR" White, 40 år gammal.

## Diskografi
Album
- 2009 – Album
- 2011 – Father, Son, Holy Ghost

EP
- 2010 – Broken Dreams Club

Singlar
- 2008 - Lust for Life / Morning Light
- 2009 - Hellhole Ratrace / Solitude
- 2009 - Lust for Life / Life in San Francisco
- 2009 - Laura / Oh Boy
- 2010 - Morning Light / End of the World
- 2010 - Heartbreaker
- 2011 - Lawrence
- 2012 - My Ma